# 线程块
线程块是CUDA中的一种抽象编程，它表示一组可以串行或并行执行的线程。线程块中的线程数量曾經受架构限制，每个线程块最多只有512个线程，但从2019年7月开始，线程块可以最多包含1024个线程。同一线程块中的线程运行在同一个流处理器上。同一线块中的线程可以通过共享内存、同步屏障相互通信。
多个线程块组合成一个网格（grid）。同一网格中的所有线程块的线程數量相同。